# 埃内斯特·莱斯皮纳斯
埃内斯特·莱斯皮纳斯（法語：Ernest Lespinasse，1897年10月20日—1927年11月22日），生于欧蒙，法国男子竞技体操运动员。他曾获得1920年夏季奥运会体操比赛男子团体全能铜牌。他于1927年在欧蒙去世。